# Lourdes Agapito
 Lourdes de Agapito Vicente (* 20. Jahrhundert) ist eine spanisch-englische Informatikerin und Hochschullehrerin. Sie ist Professorin für 3D-Vision am Institut für Informatik des University College London (UCL), wo sie eine Forschungsgruppe mit dem Schwerpunkt Verständnis dynamischer 3D-Szenen aus Videos leitet.

## Leben und Werk
Agapito studierte an der Universität Complutense Madrid, erhielt dort 1991 den Bachelor of Science und promovierte 1996 in Informatik bei Teresa de Pedro mit der Dissertation: Estrategias de korrespondcia jerárquica y métodos directos de autocalibración para un sistema estereoscópico binocular. Von 1997 bis 2000 war sie Postdoktorandin im Active Vision Lab der Robotics Research Group an der University of Oxford. Von 1997 bis 1999 erhielt sie in derselben Forschungsgruppe ein Marie-Curie-Postdoktorandenstipendium der EU. 2001 wurde sie Dozentin an der Queen Mary University of London, 2007 Dozentin und 2011 Reader für Computer Vision. 2008 erhielt sie ein ERC Starting Independent Researcher Grant für das HUMANIS-Projekt (Human Motion Analysis from Image Sequences). 2013 wurde sie Professorin am Institut für Informatik am University College London. Sie war Mitbegründerin des Softwareunternehmens Synthesia, das 2017 von einem Team von Forschern und Unternehmern aus dem UCL, der Stanford University, der Technischen Universität München und der University of Cambridge gegründet wurde und das Tools zur Erstellung von Inhalten einschließlich Videosynthese anbietet. Sie ist gewähltes Mitglied des Executive Committee der British Machine Vision Association.
Ihre Forschungsschwerpunkte liegen im Bereich Computer Vision. Sie hat zahlreiche Arbeiten über unter anderem 3D-Rekonstruktion verformbarer und artikulierter Strukturen und dichte 3D-Modellierung nicht starrer dynamischer Szenen veröffentlicht.

## Auszeichnungen
- 1997–1999: Marie-Curie-Postdoktorandenstipendium der EU
- 2016: Programmvorsitzende für die Konferenz über Computer Vision und Mustererkennung (CVPR)
- 2020: Programmvorsitzende für die British Machine Vision Conference

## Veröffentlichungen
- mit Michael M. Bronstein, Carsten Rother: Computer Vision – ECCV 2014 Workshops, Springer, 2015, ISBN 978-3-319-16177-8
- mit Adrián Peñate Sánchez: Joint Image and 3D Shape Part Representation in Large Collections for Object Blending, IEEE Access 8, 2020